# Horror Epics
Horror Epics (в пер. англ. Ужасный Эпос) — четвёртый студийный альбом шотландской панк-рок-группы The Exploited, выпущенный 15 апреля 1985 года на студии Konexion.

## Об альбоме
Заглавный трек альбома посвящён ужасу голода в странах третьего мира и тенденции правительства европейских стран смотреть на это «сквозь пальцы». Как и большинство радикальных британских панк-рок-групп первой половины 80-х годов (Discharge, G.B.H., Cockney Rejects и т. д.) The Exploited стали плавно переходить к металлическому звучанию, которое впервые было ярко выражено в двух знаменитых песнях группы — «Don’t Forget The Chaos» и откровенную ругательскую композицию в адрес Маргарет Тетчер «Maggie» со словами «Maggie you cunt, Maggie, Maggie, Maggie, Maggie you fuckin cunt!…»

## Список композиций
Все песни были написаны Уотти Бьюкэном и Миком Тьязом, кроме особо отмеченных.
- Сторона 1:

1. «Horror Epics» — 5:04
2. «Don’t Forget The Chaos» (Buchan) — 3:05
3. «Law And Order» — 2:52
4. «I Hate You» (Buchan) — 1:38
5. «No More Idols» — 4:55
6. «Maggie» — 2:35

- Сторона 2:

1. «Dangerous Visions» — 3:35
2. «Down Below» — 4:18
3. «Treat You Like Shit» — 3:38
4. «Forty Odd Years Ago» — 2:56
5. «My Life» — 5:39

### Бонус-треки на CD
12. «Race Against Time» — 4:21
13. «Propaganda» — 2:26

## Участники записи
- Уотти Бьюкэн — вокал
- Карл — гитара
- Уэйн — бас
- Вилли Бьюкэн — барабаны